# Mystkowice
Mystkowice – wieś w Polsce położona w województwie łódzkim, w powiecie łowickim, w gminie Łowicz.
Wieś duchowna położona była w drugiej połowie XVI wieku w powiecie sochaczewskim ziemi sochaczewskiej województwa rawskiego. Była wsią klucza chruślińskiego arcybiskupów gnieźnieńskich, nabyta w 1543 roku od kapituły łowickiej w zamian za Mysłaków.
W latach 1954–1956 wieś należała i była siedzibą władz gromady Mystkowice, po jej zniesieniu w gromadzie Bocheń. W latach 1975–1998 miejscowość administracyjnie należała do województwa skierniewickiego.
Przez miejscowość przepływa niewielka rzeka Bobrówka, dopływ Bzury.
Z Mystkowic pochodzi Dyzma Gałaj, polski polityk, marszałek Sejmu PRL.